# Александър Кержаков
Александър Анатолиевич Кержаков е руски футболист и треньор. От септември 2020 г. е старши треньор на Том Томск.
Има брат Михаил, който е вратар. Александър е футболистът, отбелязал най-много попадения с екипа на Зенит Санкт Петербург и националния отбор на Русия. Той се е разписвал над 100 пъти в състава на петербургци и 30 пъти с екипа на националния отбор на Русия.

## Клубна кариера
Кержаков започва кариерата си в отбора на Светегорец от Петербургска област. Александър прави много силен сезон там, вкарвайки 27 гола в 32 мача. В края на 2000 г. Юрий Морозов го взима в Зенит. Нападателят играе много силно в предсезонната подготовка и получава номер 11 – номерът на продадения във Франция голмайстор Александър Панов. Александър дебютира на 10 март 2001 г. срещу Ротор. Първия си гол вкарва няколко месеца по-късно срещу Спартак Москва. Още в дебютния си сезон за „питерци“ Керж става важен играч и попада в списък „33 най-добри“ под номер 3. Александър сформира мощно нападателно дуо с Андрей Аршавин, което става един от най-силните тандеми в руското първенство. През сезон 2002 вкарва 14 гола и става най-добър млад играч през сезона, а през 2004 г. Александър става голмайстор на шампионата с 18 попадения. През сезон 2006 Зенит достига 1/4 финал в купата на Уефа (сега лига Европа) и Кержаков е трансферна цел на много грандове. Напуска Зенит, след като се скарва с ръководството на тима.
През лятото на 2006 г. Кержаков подписва с ФК Севиля от испанската област Андалусия за 5,5 млн. евро. През 2006/07 печели Купата на УЕФА и става заслужил майстор на спорта. Също така Керж помага на тима си да спечели Купата и Суперкупата на Испания. Сезон 2007/08 е далеч по-неуспешен за нападателя, който изпада от сметките на треньора Мануел Хименес, а титуляри са Фреди Кануте и Луиш Фабиано. Александър не успява напълно да разкрие потенциала си в испанския тим и оставя противоречиви впечатления.
През февруари 2008 г. Александър се връща в Русия с екипа на ФК Динамо Москва срещу 8 милиона евро. Първоначално е с нетипичния за нападател номер 5, а през 2009 г. взима номер 10. Той става неизменен титуляр, а негова конкуренция е българинът Цветан Генков. Първия си гол за Динамо Кержаков вкарва на ФК Москва. През 2008 г. вкарва 7 гола в 27 мача и помага на тима да достигне трето място в крайното класиране на шампионата. През 2009 г. Кержаков отбелязва 12 гола в 24 срещи. В Лига Европа вкарва и 1 попадение на българския ЦСКА София. По това време към Кержаков се появява интерес от родния му тим Зенит, както и от ФК Монако и още няколко отбора.
В началото на 2010 Кержаков се завръща в Зенит за 4 милиона евро. Завръщането му в Зенит не започва по най-добрия начин, след като до десетия кръг на шампионата има отбелязан само 1 гол. Въпреки това нападателят прави впечатляващ втори полусезон и печели шампионската титла на страната за първи път в кариерата си. На 17 август 2010 г. вкарва стотния си гол за Зенит, като той е във вратата на Оксер в Шампионската лига.
Кержаков запазва титулярното си място, след като тимът е подсилен с Александър Бухаров и Данко Лазович. На 16 октомври 2010 г. към Александър се появява интерес от английския гранд Ливърпул. Същия ден той се разписва срещу Амкар Перм. Това е неговият гол номер 161 в руския футбол. Седмица по-късно Кержаков се разписва на 2 пъти срещу Алания. През декември 2010 г. е избран за футболист на годината в Русия според РФС.
Първия си гол за 2011 вкарва срещу Твенте в Лига Европа. На 24 април вкарва своя гол номер 79 за Зенит в шампионата на Русия. На 29 май вкарва 2 попадения на ФК Спартак Москва. На 28 август отбелязва хеттрик срещу ФК Краснодар. На 3 март 2012 отбелязва 2 гола срещу ЦСКА Москва, които са негови 17-и и 18-и гол за сезон 2011/12.
На 16 март 2012 вкарва 2 гола на бившия си тим Динамо. В мача срещу Спартак той отбелязва своя 20-и гол за сезона. Александър приключва сезона като втори голмайстор с 23 попадения. Пред него е Сейду Думбиа с 28.
През сезон 2012/13, след идването на Аксел Витсел и Хълк, Кержаков е пратен в дублиращия отбор, след като му е отказан нов договор с повишена заплата. Скоро обаче той се връща в първия тим. Формата на Керж през сезона е колеблива, като последния си гол за сезона вкарва през ноември 2012 г. срещу Волга. След това записва 1615 минути (22 мача) без вкарано попадение.
В началото на сезон 2013/14 е оставен резерва за сметка на Александър Бухаров. Кержаков прекратява головата си суша, след като вкарва на Ньордселанд в Шампионската лига. В дербито със Спартак Москва отбелязва своя гол номер 208 във всички руски турнири, ставайки най-резултатният руски футболист. Като цяло сезонът за Кержаков не е много удачен, като нападателят отбелязва едва 6 попадения в първенството. След привличането на Хосе Рондон в Зенит шансовете за изява на Кержаков стават още по-ограничени.
След като престава да попада в сметките на треньора Андре Вилаш-Боаш, Кержаков е изваден от състава през лятото на 2015 г. След половин година без практика нападателят преминава под наем в швейцарския Цюрих.
През 2017 г. завършва кариерата си. Преди дербито със Спартак Москва от четвъртия кръг на Премиер лигата през сезон 2017/18 се провежда изпращане на нападателя.

## Национален отбор
Кержаков дебютира за националния отбор на Русия под ръководството на Олег Романцев на 27 март срещу Естония, влизайки като резерва на мястото на Владимир Бесчастних. Александър участва на Мондиал 2002, но там изиграва едва 7 минути, появявайки се в игра срещу отбора на Белгия. Участва на Евро 2004, където записва един мач – срещу Португалия. През 2008 година треньорът Гуус Хидинк го пренебрегва и го оставя извън групата за Евро 2008. През цялата година Александър не записва нито една среща за „сборная“. На следващата година Хидинк връща Кержаков в отбора и при повторния си дебют, Саша вкарва 2 гола на Финландия. При Дик Адвокаат Кержаков не е повикан за мачовете срещу Андора и Словакия, но след силни игри със Зенит е повикан за срещите с Ейре и Република Македония. Той вкарва по едно попадение и в двата мача. През май 2012 попада в групата на „сборная“ за Евро 2012. В подговотката за турнира вкарва голове срещу Уругвай и Италия и вече има 19 гола, което го нарежда на трето място в класацията на голмайсторите на националния отбор. На Евро 2012 играе и в трите мача, но не отбелязва нито един гол. След многото пропуски в английския език се появява глаголът kerzhakov, който означава пропуск от близко разстояние.
В квалификациите на Мондиал 2014 Кержаков вкарва 2 гола на Израел и 1 на Португалия и е само на 4 гола от рекорда на Владимир Бесчастних. Въпреки че Александър се намира в голова суша, той продължава да бъде титуляр в националния отбор. Участва на световните финали в Бразилия, където отбелязва гол във вратата на Република Корея.
На 3 септември 2014 г. вкарва 2 попадения в контрола с Азербайджан и става рекордьор по отбелязани голове за „Сборная“.
Към настоящия момент Кержаков е най-резултатният футболист в руския национален отбор, имайки 30 гола в сметката си.

## Треньорска кариера
Между 2018 и 2020 г. е треньор на юношеския национален отбор на Русия до 17 г. През септември 2020 г. поема Том Томск във ФНЛ.

## Награди

### Отборни
- Шампион на Русия – 2010, 2011/12
- Носител на купата на Русия – 2009/10
- Носител на купата на лигата – 2003
- Носител на суерпкупата на Русия – 2011
- Носител на купата на УЕФА – 2006/07
- Носител на купата на Испания – 2006/07
- Носител на суперкупата на Испания – 2007

### Индивидуални
- Голмайстор на РФПЛ – 2004
- В списък „33 най-добри“ – № 1 (2002, 2003, 2004, 2010, 2012), № 2 (2009), № 3 (2001, 2005)
- Най-добър млад играч на Премиер-лигата – 2002
- Заслужил майстор на спорта
- Футболист на годината в Русия в класацията на РФС – 2010